# Ototo
Ototo est une maison d'édition française spécialisée dans le manga. Elle est créée en novembre 2011 par la société Euphor pour assurer la publication des mangas shōjo, shōnen et seinen, laissant les titres yaoi, yuri et hentai à Taifu Comics. Elle édite notamment plusieurs adaptations manga de light novel comme Sword Art Online ou Re:Zero.

## Historique
En novembre 2011, la société Euphor annonce la création d'Ototo pour publier des mangas tous publics, le distinguant de Taifu Comics qui s'est tourné vers les mangas yaoi, yuri et hentai depuis 2009. Ototo se lance véritablement au début de 2012 avec ses trois collections : le shōjo dont Welcome to Hotel Williams Child Bird de Yukako Kabei et Rihito Takarai et Dangereuse attraction de Takako Shigematsu en sont les premiers titres ; le shōnen avec Adekan de Tsukiji Nao et le seinen avec Samidare, Lucifer and the biscuit hammer de Satoshi Mizukami.
En juillet 2012, la maison d'édition publie Spice & Wolf de Keito Kōme, adaptant la série de light novel homonyme écrite par Isuna Hasekura ; le manga trouve son public et devient l'un des titres phares d'Ototo, mettant ainsi en confiance Kadokawa pour leur permettre de publier d'autres œuvres de l'éditeur japonais dont Fate/Zero et Sword Art Online.
En 2014, le lancement du manga Sword Art Online se fait en parallèle avec la création de la société affiliée Ofelbe qui a également annoncé la publication des light novel de la saga,.
En octobre 2020, Mieruko-chan : Slice of Horror de Tomoki Izumi est la première publication numérique de l'éditeur.

### Publications
1. ↑  Jérôme Fréau, « Le manga Accel World chez Ototo », sur AnimeLand, 30 mars 2015 (consulté le 27 mars 2021)
2. ↑  « Retour d'Adekan chez Ototo », sur Manga-news.com, 30 avril 2019 (consulté le 27 mars 2021)
3. ↑  « Le manga Alderamin on the sky sortira chez Ototo », sur Manga-news.com, 4 mai 2017 (consulté le 26 mars 2021)
4. ↑  « Les écrivains-détectives de Bungô Stray Dogs arrivent chez Ototo Manga ! », sur Manga-news.com, 4 octobre 2016 (consulté le 26 mars 2021)
5. ↑  Olivier, « Clannad chez Ototo ! », sur AnimeLand, 3 juillet 2012 (consulté le 26 mars 2021)
6. ↑  « Fin de Dangereuse Attraction », sur Manga-news.com, 24 janvier 2012 (consulté le 26 mars 2021)
7. ↑  Bruno de la Cruz, « Le manga DanMachi – La Légende des Familias – en septembre chez Ototo », sur AnimeLand, 8 juin 2017 (consulté le 27 mars 2021)
8. ↑  « La saga DanMachi se poursuit chez Ototo avec Sword Oratoria », sur Manga-news.com, 12 juin 2020 (consulté le 27 mars 2021)
9. ↑  « DanMachi, Familia Chronicle, Episode Ryu T. 1 & T. 2 - Par Hinase Momoyama & Fujino Omori - Ototo », sur ActuaBD (consulté le 28 août 2021)
10. ↑  Bruno de la Cruz, « Le manga Fate/Apocrypha chez Ototo le 8 septembre », sur AnimeLand, 13 juin 2017 (consulté le 27 mars 2021)
11. ↑  Olivier, « Le manga de FATE / ZERO annoncé chez Ototo », sur AnimeLand, 8 novembre 2013 (consulté le 27 mars 2021)
12. ↑  « Le manga Fate/stay night [Heaven's Feel] sortira chez Ototo », sur Manga-news.com, 19 avril 2018 (consulté le 27 mars 2021)
13. ↑  « Ototo Manga vous invite au-delà de la porte avec Gate ! », sur Manga-news.com, 30 septembre 2015 (consulté le 27 mars 2021)
14. ↑  « Goodbye Dragon Life, nouvelle série fantastique chez Ototo », sur Manga-news.com, 21 mai 2019 (consulté le 27 mars 2021)
15. ↑  « Retour de Rihito Takarai en France avec Graineliers », sur Manga-news.com, 15 décembre 2018 (consulté le 27 mars 2021)
16. ↑  Bruno de la Cruz, « Le manga Grimoire of Zero chez Ototo en janvier 2018 », sur AnimeLand, 17 novembre 2017 (consulté le 27 mars 2021)
17. ↑  « Inu & Neko de retour chez Ototo Manga », sur Manga-news.com, 8 août 2017 (consulté le 27 mars 2021)
18. ↑  « Le manga It's my Life au printemps chez Ototo », sur Manga-news.com, 31 janvier 2019 (consulté le 27 mars 2021)
19. ↑  « Le manga Interspecies Reviewers sortira chez Ototo !, 18 Juin 2021 », sur Manga-news.com (consulté le 28 août 2021)
20. ↑  « Le jour où j'ai décidé d'envahir la Terre: l'invasion commence cet été chez Ototo », sur Manga-news.com, 28 mai 2020 (consulté le 27 mars 2021)
21. ↑  « Léger report pour La petite faiseuse de livres », sur Manga-news.com, 17 décembre 2019 (consulté le 27 mars 2021)
22. ↑  « Plongez dans l'abysse grâce aux éditions Ototo ! », sur Manga-news.com, 1er février 2018 (consulté le 27 mars 2021)
23. ↑  Nicolas Penedo, « Magdala, Alchemist Path chez Ototo ! », sur AnimeLand, 2 juillet 2014 (consulté le 27 mars 2021)
24. ↑  « Mai Ball ! - Feminine Football Team annoncé par les éditions Ototo », sur Manga-news.com, 4 avril 2019 (consulté le 27 mars 2021)
25. ↑  « De l'horreur au quotidien chez Ototo avec Mieruko-chan », sur Manga-news.com, 28 septembre 2020 (consulté le 27 mars 2021)
26. ↑  Bruno de la Cruz, « La comédie Monster Musume chez Ototo en novembre », sur AnimeLand, 4 octobre 2017 (consulté le 27 mars 2021)
27. ↑  « Murciélago manga issu du catalogue de Square Enix arrive chez Ototo », sur Manga-news.com, 7 juin 2018 (consulté le 27 mars 2021)
28. ↑  « Le manga My Teen Romantic Comedy is wrong as I expected chez Ototo », sur Manga-news.com, 17 juillet 2018 (consulté le 27 mars 2021)
29. ↑  « Mythical Beast Investigator, nouveau manga des éditions Ototo », sur Manga-news.com, 19 septembre 2019 (consulté le 27 mars 2021)
30. ↑  Bruno de la Cruz, « Le manga No Game No Life chez Ototo en 2018 », sur AnimeLand, 28 novembre 2017 (consulté le 27 mars 2021)
31. ↑  Bruno de la Cruz, « Ototo : la version manga d’Overlord arrivera en 2017 », sur AnimeLand, 21 septembre 2016 (consulté le 27 mars 2021)
32. ↑  « Le manga Rascal Does Not Dream of Bunny Girl Senpai acquis par Ototo », sur Manga-news.com, 23 janvier 2020 (consulté le 27 mars 2021)
33. ↑  « Le manga Rascal Does Not Dream of Little Devil Kohai, 2e arc de la série Bunny Girl Senpai, à paraître chez Ototo », sur Manga-news.com, 4 juin 2020 (consulté le 27 mars 2021)
34. ↑  « Retour de Re:Monster chez Ototo », sur Manga-news.com, 28 mai 2019 (consulté le 27 mars 2021)
35. ↑  « Re:Zero – Starting Life in Another World, nouvelle licence d'Ototo Manga ! », sur Manga-news.com, 9 novembre 2016 (consulté le 27 mars 2021)
36. ↑  Bruno de la Cruz, « Ototo : le 2e arc du manga Re:Zero arrive le 7 juillet », sur AnimeLand, 16 mai 2017 (consulté le 27 mars 2021)
37. ↑  « Le troisième arc de la saga Re:Zero arrive en manga chez Ototo », sur Manga-news.com, 4 mai 2018 (consulté le 27 mars 2021)
38. ↑  « Le manga Re:Zero - Quatrième arc : Le Sanctuaire et la sorcière de l'Avarice aux éditions Ototo », sur nautiljon.com (consulté le 28 août 2021)
39. ↑  « Re:Zero Chronicles: La ballade amoureuse de la Lame démoniaque chez Ototo », sur Manga-news.com, 8 décembre 2020 (consulté le 27 mars 2021)
40. ↑  « Samidare passe en arrêt de commercialisation », sur Manga-news.com, 7 janvier 2015 (consulté le 27 mars 2021)
41. ↑  Olivier, « SPICE AND WOLF chez Ototo », sur AnimeLand, 14 mars 2012 (consulté le 27 mars 2021)
42. ↑  Jérôme Fréau, « Sword Art Online en manga chez Ototo », sur AnimeLand, 9 septembre 2014 (consulté le 27 mars 2021)
43. ↑  « La saga Sword Art Online continue chez Ototo Manga avec Calibur et Mother's Rosario », sur Manga-news.com, 28 avril 2016 (consulté le 27 mars 2021)
44. ↑  Jérôme Fréau, « Sword Art Online – Fairy Dance chez Ototo », sur AnimeLand, 7 janvier 2015 (consulté le 27 mars 2021)
45. ↑  « Les filles de Sword Art Online à l'honneur chez Ototo Manga avec Girls' Ops », sur Manga-news.com, 7 décembre 2017 (consulté le 27 mars 2021)
46. ↑  « Sword Art Online de retour chez Ototo Manga avec Mother's Rosario », sur Manga-news.com, 7 septembre 2016 (consulté le 27 mars 2021)
47. ↑  « Ototo annonce le manga Sword Art Online – Ordinal Scale », sur Manga-news.com, 4 septembre 2018 (consulté le 27 mars 2021)
48. ↑  « Le manga Sword Art Online - Phantom Bullet arrive aux éditions Ototo », sur Manga-news.com, 2 septembre 2015 (consulté le 27 mars 2021)
49. ↑  « Sword Art Online de retour en manga chez Ototo avec l'arc Alicization », sur Manga-news.com, 11 avril 2018 (consulté le 27 mars 2021)
50. ↑  « Ototo repart à la conquête de l'Aincrad avec Sword Art Online Progressive ! », sur Manga-news.com, 6 mai 2015 (consulté le 27 mars 2021)
51. ↑  « Sword Art Online Progressive se poursuit chez Ototo avec Barcarolle », sur Manga-news.com, 16 juillet 2020 (consulté le 27 mars 2021)
52. ↑  « Le manga Sword Art Online Alternative - Gun Gale Online arrive au catalogue de Ototo », sur Manga-news.com, 31 mars 2019 (consulté le 27 mars 2021)
53. ↑  Bruno de la Cruz, « Le manga The Irregular at Magic High School – Enrôlement arrive chez Ototo », sur AnimeLand, 25 juin 2019 (consulté le 27 mars 2021)
54. ↑  « L'auteur de Sword Art Online revient avec The Isolator chez Ototo Manga », sur Manga-news.com, 13 mars 2018 (consulté le 27 mars 2021)
55. ↑  « Tout sauf un Ange - Double en pause », sur Manga-news.com, 4 décembre 2012 (consulté le 26 mars 2021)
56. ↑  « Tower of God - Manga série », sur Manga-news.com (consulté le 28 août 2021)
57. ↑  « Ultramarine Magmell chez Ototo: changement de nom et extrait en ligne », sur Manga-news.com, 26 mars 2019 (consulté le 27 mars 2021)
58. ↑  « Les éditions Ototo présentent Un monde transformé », sur Manga-news.com, 12 septembre 2019 (consulté le 27 mars 2021)
59. ↑  « Welcome to Hotel Williams Child Bird », sur ototo.fr (consulté le 26 mars 2021)